# دهستان غیناب
دهستان غیناب یکی از دهستان‌های شهرستان سربیشه در استان خراسان جنوبی ایران است که در بخش مرکزی شهرستان سربیشه قرار دارد.

## جمعیت
براساس سرشماری مرکز آمار ایران در سال ۱۳۹۵، جمعیت دهستان غیناب ۳۷۰۶ نفر (در ۹۸۵ خانوار) بوده‌است.